# Liang Jingkun
Det här är en artikel om en person med kinesiskt personnamn; Liang är familjenamnet.
Liang Jingkun (kinesiska: 梁靖崑; pinyin: Liáng Jìngkūn), född 20 oktober 1996, är en kinesisk bordtennisspelare.
Liang tog brons i singel och dubbel vid både världsmästerskapen i bordtennis 2019 och världsmästerskapen i bordtennis 2021